# Herbert Blumer
Herbert George Blumer, ameriški sociolog in psiholog, * 7. marec 1900, St. Louis, Združene države Amerike, † 13. april 1987, Damville, Združene države Amerike
Njegovi glavni akademski zanimanji sta bili družbena interakcija in metode družbenih raziskav. Verjel je, da posamezniki ustvarijo socialno realnost skozi skupna in individualna dejanja in v svojih delih trdil, da je ustvarjanje socialne realnosti neprekinjen proces. Bil je oster kritik sociološkega determinizma in kvantitativne metodologije družbenih znanosti oziroma nekritičnega prevzemanja metodoloških pristopov naravoslovnih znanosti, med sociologi pa je bil poznan predvsem kot interpret socialnopsihološke teorije Georga Herberta Meada, ki jo je razvil in preoblikoval v seriji člankov, ki jih je objavil v knjigi Simbolični interakcionizem.

## Osebno življenje
Herbert se je rodil 7. marca 1900 v St. Louisu v Missouriju. Leta 1905 se je z družino preselili na kmetijo v Webster Groves, kjer je leta 1918 začel obiskovati srednjo šolo v Webster Grovesu. Leta 1922 jo je moral zapustiti, da je pomagal v očetovi lesarski delavnici. S poletnim delom je plačal izobraževanje na univerzi v Missouriju, kjer je imel med dodiplomskim študijem srečo sodelovati s sociologom Charlesom Ellwoodom in psihologom Maxom Meyerjem.
Diplomiral je leta 1921, leto kasneje pa še magisteriral. Leta 1925 se je preselil v Chicago, kjer je bil pod močnim vplivom socialnega psihologa Georga Herberta Meada in sociologov W. I. Thomasa in Roberta Parka. Ob zaključku doktorata je sprejel profesorsko pozicijo na Univerzi v Chicagu, kjer je učil med letoma 1927 in 1952 in pod vodstvom Meada nadaljeval svoje raziskave.
Leta 1952 je zapustil Univerzo v Chicagu in se pridružil novoustanovljenemu Oddelku za sociologijo na Univerzi v Berkeleyu, Kaliforniji, kjer je bil imenovan za predsednika oddelka. Funkcijo je opravljal do upokojitve leta 1967, leta 1952 pa je ob tem postal tudi 46. predsednik Ameriškega sociološkega združenja. Blumer se je tudi po upokojitvi še naprej aktivno ukvarjal s pisanjem in raziskovanjem vse do smrti 13. aprila 1987.

## Intelektualni prispevki

### Simbolični interakcionizem
Čeprav je Blumer leta 1937 zasnoval izraz simbolični interakcionizem (pri čemer je simbol znak, ki predstavlja nek pomen; npr. besede so simboli pojma), je bil za zgodnji razvoj teoretičnega pristopa k družbeni analizi v veliki meri zaslužen George Herbert Mead oz. delo, ki ga je Mead opravil v svojem času na Univerzi v Chicagu. Blumer je simbolični interakcionizem vključil v svoja učenja na univerzi in o njem napisal serijo člankov, ki jih je predstavil v enem samem zvezku, v katerem je strnil simbolično interakcijo v tri glavne premise:
- Ljudje delujejo v odnosu do stvari tako, da se ravnajo po pomenih, ki jih imajo te stvari zanje. (Blumer je pri tem razumel stvari kot vse, kar človek lahko zazna v svojem svetu: fizične objekte, druge ljudi, kategorije človeških bitij, institucije, aktivnosti drugih in situacije v človekovem vsakdanjem življenju.)Blumer je pri tem poudarjal, da se pomen ali vrednost stvari za eno osebo lahko razlikuje od druge osebe, pri čemer ni nujno, da so le-ti pomeni v skladu z družbenimi normami, zaradi česar sociologi po mnenju Blumerja ne bi smeli posploševati človeškega delovanja na družbena pravila in norme.
- Pomeni stvari izvirajo ali so izpeljani iz družbene interakcije posameznika z drugimi ljudmi. Simbolični interakcionizem zavrača domnevo, da izhajajo pomeni iz notranje strukture stvari, kot tudi domnevo, da pomeni nastajajo z združevanjem psiholoških elementov v osebi. Pomene razume kot družbene produkte, pri čemer je osnova, iz katere se oblikuje definicija neke stvari za osebo, delovanje drugih oseb. Zagovarja torej tezo, da so pomeni izpeljani iz procesa interakcije med ljudmi, zaradi česar pomeni niso neločljivi in jih je mogoče spremeniti skozi proces interakcije.
- Pomeni se uporabljajo in spreminjajo v procesu interpretacije, do katere pride, ko oseba osmišlja stvari, s katerimi se sooča.  Vršilec dejanja da predmetom pomene, deluje v skladu z njimi in nato prilagodi pomene za svoje prihodnje delovanje ter ima hkrati notranji pogovor s samim seboj, s katerim ugotovi pomene stvari. Le ta je še posebej prisoten v situacijah, ko naleti na nekaj nenavadnega. Interpretacije ne smemo pojasnjevati kot zgolj samodejne uporabe utečenih pomenov, ampak kot oblikujoč proces, v katerem se pomeni spreminjajo in uporabljajo kot sredstva za vodenje in oblikovanje delovanj.

Blumer je verjel, da družbo ustvarjajo ljudje, ki sodelujejo v družbenih interakcijah ter da družbena realnost obstaja le v kontekstu človeške izkušnje, zaradi česar nekateri trdijo, da je njegova teorija simboličnega interakcionizma bližje teoretičnemu okvirju, ki temelji na pomembnosti pomenov in interakciji med posamezniki, kot pa uporabni teoriji. 
Po Blumerjevi teoriji interakcija med posamezniki temelji na avtonomnem delovanju, ki ga posamezni akterji uravnavajo na podlagi subjektivnih pomenov, ki jih pripisujejo predmetom in simbolom v njihovi relevantni situaciji. Blumer je teoretiziral, da je dodeljevanje pomena predmetom stalen proces, ki se dogaja v dveh korakih. Prvi korak je identifikacija predmetov, ki imajo pomen, odvisen od situacije, drugi korak pa proces notranje komunikacije, s katerim se odločimo, na kateri smiselni predmet se odzvati. Ob zavedanju, da so drugi enako avtonomni, posamezniki uporabljajo svoje subjektivno izpeljane interpretacije drugih za napovedovanje posledic določenega vedenja in na podlagi njih sprejemajo odločitve o lastnem obnašanju. Ko torej obstaja soglasje med posamezniki o pomenu predmetov, ki sestavljajo njihovo situacijo, nastopi družbena usklajenost. Družbene strukture so tako določene z delovanjem posameznikov toliko, kot so dejanja posameznikov določena s strani družbenih struktur. Na podlagi tega je Blumer menil, da družba obstaja le kot skupek potencialov oziroma idej, ki bi jih ljudje lahko uporabili v prihodnosti.
Blumer je zato ponavljal, da je kompleksna interakcija med pomeni, predmeti in vedenjem edinstven človeški proces, saj zahteva odzive v obliki vedenja, ki temelji na razlagi simbolov, ne pa na dražljajih iz okolja. Ker je družbeno življenje "tekoč in dogovorjen proces", se morajo zato ljudje, da bi razumeli drug drugega, vključiti v družbeno interakcijo. Sociologi takratnega časa so namesto uporabe simboličnega interakcionizma omejili človeške odločitve na družbene pritiske, kar je Blumer kritiziral, saj se je sam bolj nagibal k psihičnemu interakcionizmu, ki meni, da pomeni simbolov niso univerzalni, ampak subjektivni in odvisni od posameznikove interpretacije.

### Blumerjeve 3 vrste objektov
Simbolični interakcionizem trdi, da so »svetovi«, ki obstajajo za ljudi in za njihove skupine, sestavljeni iz »objektov«, in da so ti objekti produkti simbolične interakcije. Blumer je objekte razdelil v tri skupine: fizični (stol, drevo), družabni (študent, mama, prijatelj) in abstraktni (ideje ali moralni principi), pri čemer je objekte opredelil kot stvari "tam zunaj" na svetu in pri tem opozarjal, da je pomen le-teh odvisen od posameznika in tega, kako jih le-ta definira, zaradi česar imajo odvisno od posameznika različne pomene.

### Povzetek načel simboličnega interakcionizma
Ljudje so sposobni misliti, to sposobnost pa oblikuje družbena interakcija, s pomočjo katere se učimo pomenov in simbolov, ki zagotavljajo osnovo za človeško delovanje in interakcijo ter se prilagajajo glede na situacije. Zmožnost ljudi za spreminjanje je posledica njihove sposobnosti interakcije s samim seboj. Skupine in družbe pa so sestavljene iz prepletov teh interakcij in delovanja.

## Metodološki prispevki k sociologiji
Blumer je v povezavi z družbenimi raziskavami kritiziral idejo, da je edina oblika veljavnega znanja izpeljana iz povsem objektivne perspektive in verjel, da morajo teoretični in metodološki pristopi k preučevanju človeškega vedenja priznati človeška bitja kot posameznike, ki razmišljajo, delujejo in sodelujejo v interakciji, kar je vzbudilo veliko debat o Blumerjevem sociološkem pristopu k empiričnemu raziskovanju.
Blumer je verjel, da so pozitivistične metode, uporabljene za družbene raziskave, ustvarile rezultate, ki niso poznali empirične realnosti družbenega sveta. Ker ljudje do sveta delujejo na podlagi subjektivnih pomenov, posamezniki gradijo svetove, ki so po naravi subjektivni, zaradi česar je "objektivna" analiza neločljivo podrejena raziskovalčevi lastni družbeni realnosti, dokumentira le lastne osebne predpostavke raziskovalcev o družbeni interakciji in na koncu daje pristranske ugotovitve. Blumer je zato trdil, da bi raziskovalec moral za resnično razumevanje socioloških pojavov razumeti subjektivne interpretacije realnosti svojega subjekta in je zato po tej logiki opustil družbene raziskave, ki slepo uporabljajo metode, ki se tradicionalno uporabljajo v naravoslovju.
S tem se je Blumer zavzemal za mikrosociološki pristop, sociološko raziskovanje, ki sočutno in subjektivno vključuje stališča subjekta. S sklepom, da je raziskava, ki poskuša objektivno razumeti družbeni svet, malo veljavna, je Blumer menil, da so objektivne interpretacije družbe pristranske in imajo zato malo empirične vrednosti. Da bi resnično odkril družbene realnosti posameznikov, ki se razlikujejo od opazovalca samega, se mora opazovalec zavedati njihovega okvira in biti odprt za drugačno razumevanje družbene realnosti.

### Makrostrukture in mikrostrukture
Blumer je verjel, da družba ni sestavljena iz obsežnih struktur - makrostruktur, temveč da je bistvo družbe v mikrostrukturah, natančneje v posameznikih in njihovih dejanjih, pri čemer mikrostrukture niso izolirane, kar je pripeljalo do koncept skupnega delovanja, ki ni le vsota posameznih dejanj, ampak dobi te-to svoj lasten značaj. Blumer pri tem ideje o makrostrukturah ni zavračal, menil je le, da imajo v simboličnem interakcionizmu omejeno vlogo in trdil, da delujejo kot »okvirji«, znotraj katerih se odvijajo pomembni vidiki družbenega življenja. Blumer je torej verjel, da so obsežne strukture okviri za tisto, kar je ključnega pomena v družbi, delovanju in interakciji. Ni zanikal, da družbene strukture vplivajo na naša dejanja, trdil je le, da naših dejanj ne določajo.

### Zagovarjane tehnike
Tehnike, ki jih je Blumer nagovarjal so:
- Neposredno opazovanje družbenega življenja
- Izvajanje intervjujev ter sledenje pogovorom
- Poslušanje radia in gledanje televizije
- Branje časopisov
- Branje dnevnikov, pisem in drugih podobnih besedil
- Branje javnih dokumentov
- Poiskati dobro obveščene udeležence družbenih interakcij

### Sociološka analiza in ‘spremenljivka’
Blumer je leta 1952 je postal predsednik Ameriške asociacije za Sociologijo. V svojem predsedniškem nagovoru z imenom ‘Sociološka analiza in ‘spremenljivka’’ je izpostavil pomanjkljivosti na področju analize spremenljivk, ki jih je zasledil v družbenih raziskavah. Menil je, da bi bilo treba analizo spremenljivk bolje raziskati ter natančneje opredeliti in pravil, da je odsotnost pravil, navodil, omejitev in prepovedi, ki bi urejale izbiro spremenljivk, očitna. Pri tem je menil, da so te pomanjkljivosti resne, vendar niso ključne, in verjel, da bodo s časom premagane.

### Kritika simboličnega interakcionizma
Kritiki simboličnega interakcionizma imajo le-to za preveč subjektivno in trdijo, da preveč poudarja vsakdanje življenje in družbeno oblikovanje posameznika, pri čemer zanemarja vpliv družbenih struktur in odvrača pozornost od vpliva, ki ga imajo le-te (država, kultura in gospodarstvo) na vedenje posameznika ter da pogosto zanemarja odnose med družbenimi razredi in omejitve, ki jih tej povzročajo.

## Pomembna dela
- Movies and conduct (1933)
- Movies, delinquency, and crime (1933)
- Social psychology (1937)
- An appraisal of Thomas and Znaniecki's The polish peasants in Europe and America (1939)
- Race prejudice as a sense of group position: Pacific pociological review (1958)
- Collective behavior (1959)
- Symbolic interactionism: Perspective and method. (1969)[7]
- Social problems as collective behavior (1971)
- Industrialization as an agent of social change (1990)
- George Herbert Mead and human conduct (2003)[8]